# Schuilkelders van Wevelgem

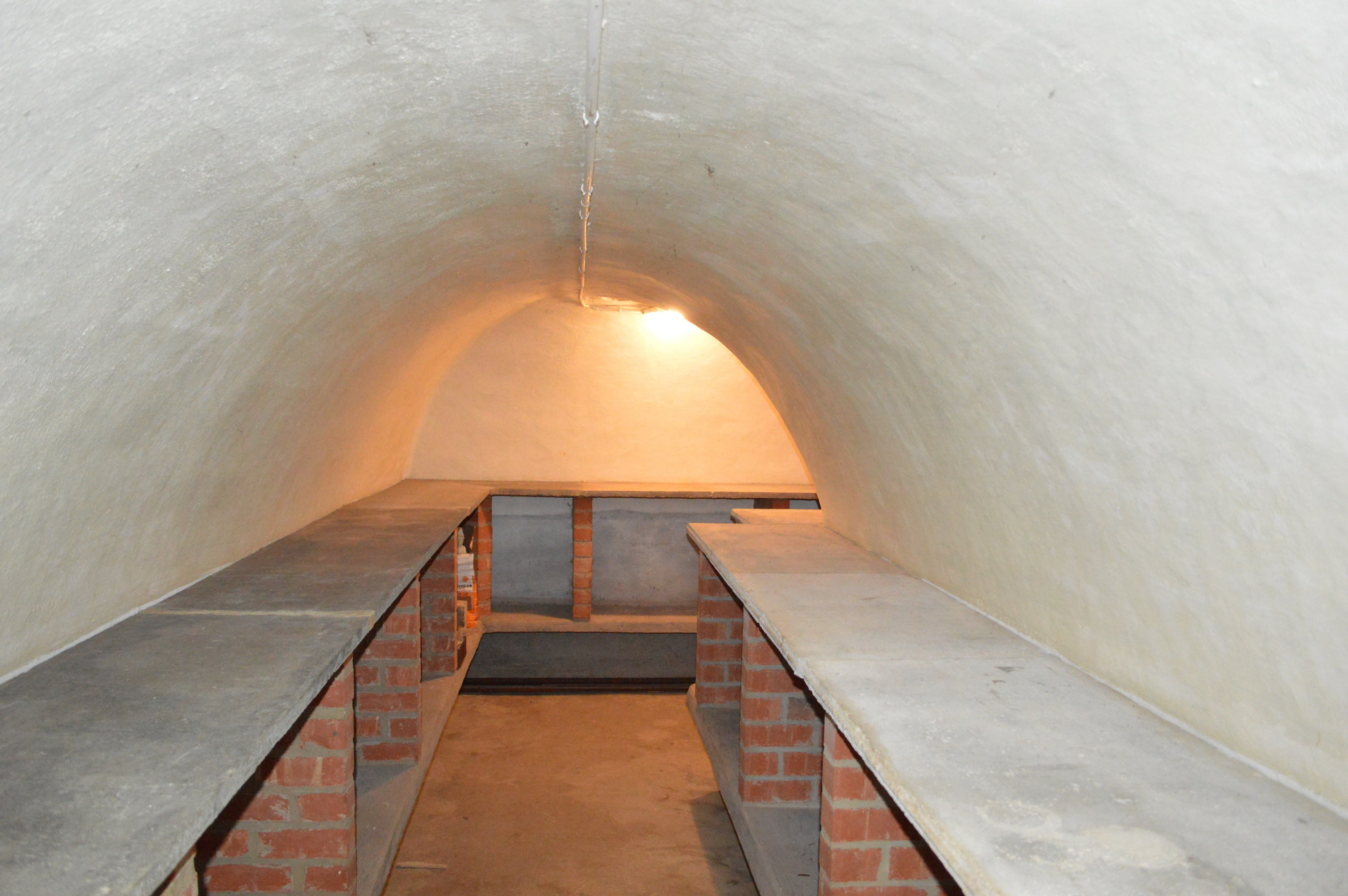
Schuilkelder onder het klooster in de Acacialaan.

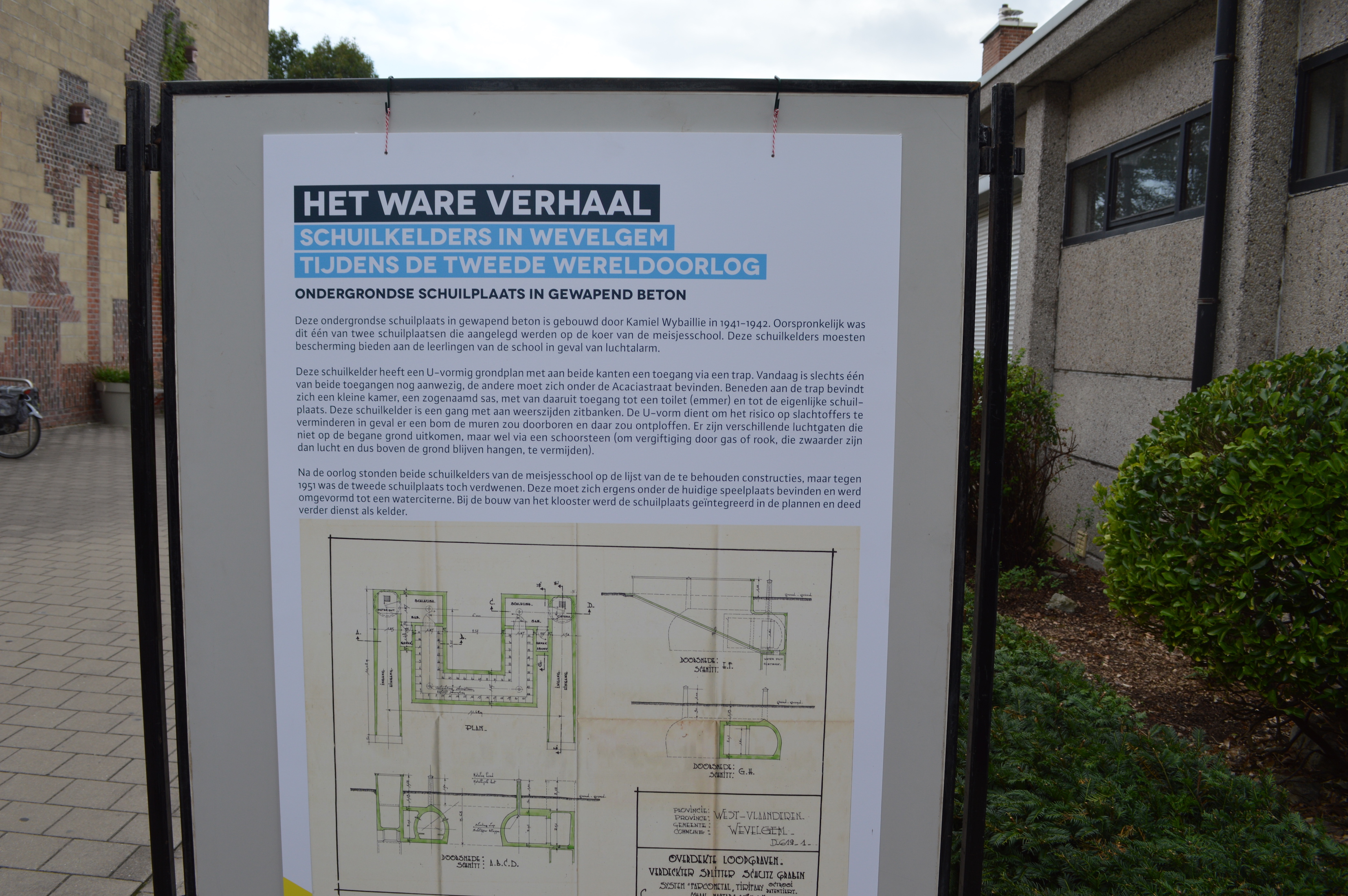
Meer informatie

In de Belgische gemeente Wevelgem bevinden zich ondergronds enkele schuilkelders die tijdens de Tweede Wereldoorlog de bevolking bescherming moesten bieden tegen luchtaanvallen. Ze werden gebouwd in opdracht van de Passieve Luchtbescherming (PLB). De meeste schuilplaatsen werden na de oorlog weer afgebroken. 
Wevelgem was een gemeente die vaak een doelwit van bombardementen was vanwege de nabije luchthaven van Wevelgem. Het bestaan van de schuilkelders raakte na de oorlogsjaren in de vergetelheid. In juli 2019 pakte Christophe Lefebvre, journalist voor de Krant van West-Vlaanderen, uit met een verhaal over een ondergronds naziveldhospitaal onder het gemeentepark. Hij stelde met trots voor dat het een belangrijke plaats geweest moet zijn voor de Duitsers, met een plaats voor maximaal 200 personen. 
Heemkundigen en historici twijfelden al snel aan het verhaal. Ze waren overtuigd dat het eerder ging om schuilkelders die werden gebruikt voor bescherming van de civiele bevolking van Wevelgem tijdens vliegtuigbombardementen. In het gemeentearchief werden na onderzoek alle schuilkelders in kaart gebracht.
In oktober 2021 liep een tentoonstelling in de bibliotheek van Wevelgem waarbij inwoners getuigden hoe ze als kind de oorlog beleefd hadden. Op zondag 12 oktober 2021, tijdens Open Monumentendag, werd een van de schuilkelders onder het klooster opengesteld voor bezoekers.

## Geschiedenis
De Eerste Wereldoorlog maakte een groot aantal burgerslachtoffers in België en de rest van Europa. In de jaren nadien groeide het besef dat een volgend conflict nog meer burgerlevens kon kostten, dit door de technische vooruitgang binnen de luchtvaartsector en wapenindustrie. De herbewapening van Duitsland en toenemende internationale conflicten wakkerden deze ongerustheid aan. In 1934 richtte de Belgische overheid de Bond voor Luchtbescherming als reactie op deze bezorgdheden. In 1938-1939 werd deze organisatie omgevormd tot de Passieve Luchtbescherming (PLB). De PLB vervulde geen actieve oorlogsrol en was verantwoordelijk voor passieve bescherming (schuilplekken).
De Duitse inval in 1940 bracht meteen ook de eerste bombardementen met zich mee. Tijdens de beginperiode van de Tweede Wereldoorlog werd gebruik gemaakt van bestaande schuilkelders uit de Eerste Wereldoorlog, geïnspecteerd en geïnventariseerd door de PLB. In de zomer van 1941 werden budgetten vrijgemaakt voor de uitbouw van nieuwe schuilplaatsen in de gemeente Wevelgem. 